# Станція теплопостачання № 2
Станція теплопостачання № 2 (СТ-2, раніше Київська ТЕЦ-2, Київська районна електростанція (КРЕС)) — найстаріша електростанція Києва, одна з перших теплоелектроцентралей в Україні, введена в експлуатацію 1 травня 1930 року. Обслуговує Подільський та Оболонський райони в управлінні муніципального комунального підприємства Київтеплоенерго. Станом на січень 2016 року станція обслуговувала 1262 споживача, зокрема 62 житлові будинки, 18 лікувальних закладів, 33 дитячі садки, 27 шкіл і 557 відомчих будівель.
Станція є однією з найперших значних промислових споруд Києва в ХХ столітті у стилі конструктивізму. Важливе джерело теплопостачання міста.
Рішенням виконавчого комітету Київської міськради народних депутатів № 49 від 21 січня 1986 року станція внесена до обліку пам'яток містобудування й архітектури місцевого значення.

## Історія

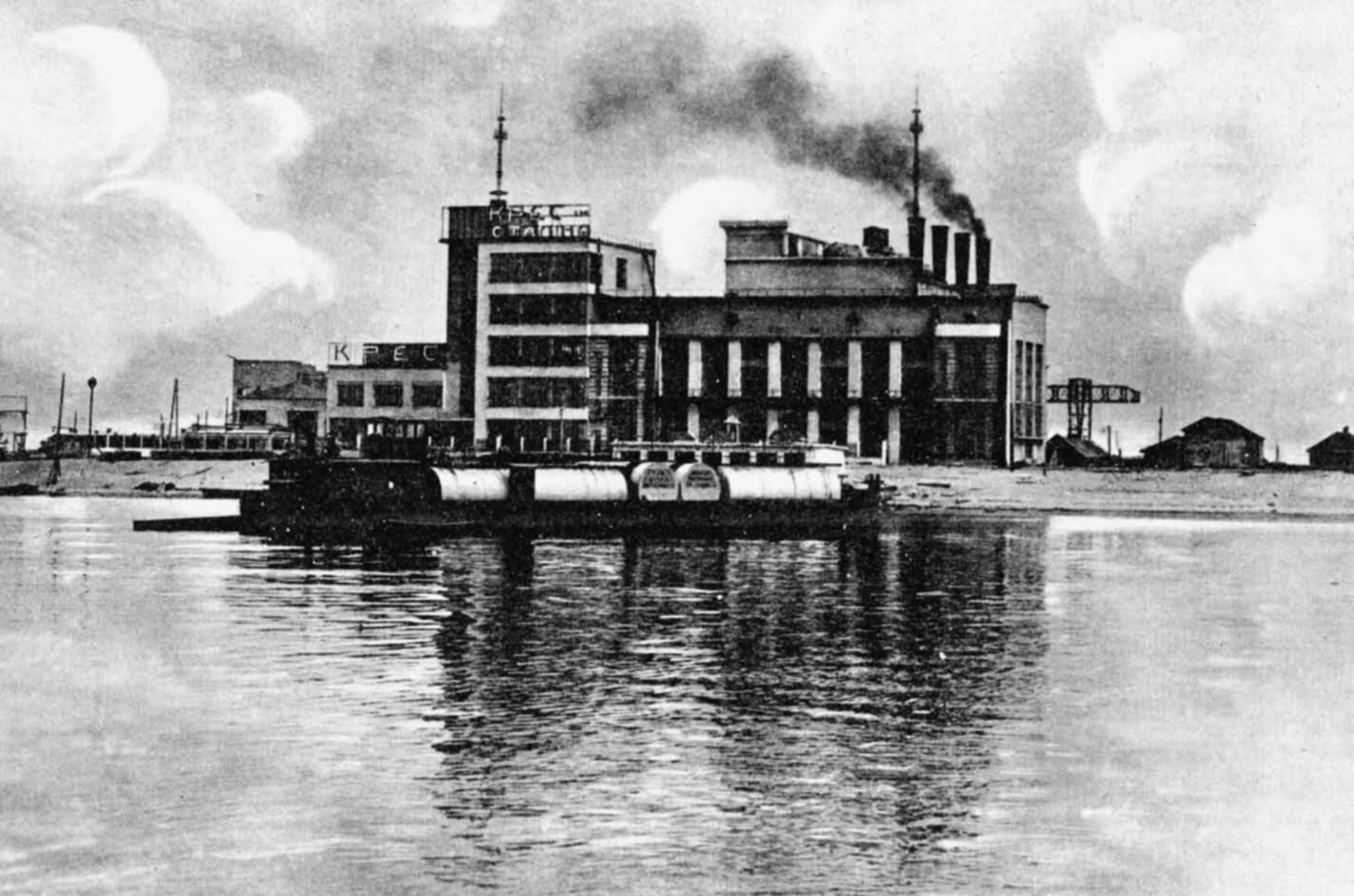
КРЕС у 1930-х роках

Електростанція була закладена 26 серпня 1926 року на Рибальському півострові. Будівництво велось під керівництвом головного інженера Б. Доманського, його помічника М. Оберучева та архітектора М. Паруснікова.
Перший турбогенератор запустили 1 травня 1930 року, другий — у квітні 1933 року. Перший турбогенератор, виготовлений німецькою компанією Броун-Бовері, мав потужність 11 300 кВт. Другий, потужністю 10 000 кВт, виготовив ленінградський завод «Електросила». Було встановлено чотири французьких котли (на тиск 30 атмосфер).
1935 року здали в експлуатацію третю турбіну на 25 000 кВт.
З початком німецько-радянської війни устаткування електростанції евакуювали. Після відновлення в Києві радянської влади станція відновила свою роботу. 1949 року потужність електростанції досягла 81 000 кВт. У 1960—1961 роках на станції було встановлено теплофікаційне обладнання.
КРЕС спочатку працювала на пиловугільному паливі. Згодом її переобладнали на використання газу і мазуту.

## Архітектура
КРЕС зведена на насипній основі, укріпленій палями. Композиція — асиметрична. П'ятиповерхова цегляна будівля технічних служб обладнана розподільчим устаткуванням, щитом керування, ліфтом і тримаршовими сходами. До неї примикають турбінна зала й короткий адміністративний корпус.
Робочі сходи турбінної зали акцентовані еркерами на головному фасаді.
Архітектура вирішена в стилі конструктивізму (функціоналізму).
Фасад котельні розчленований великими вітражами. Первісний вигляд ансамблю істотно змінився через реконструкції та добудови. Найкраще зберігся головний фасад першої черги, однак і тут замінені вітражі еркерів турбінної зали. У котельні від первісного вигляду збереглися лише деталі на західному фасаді.